# Ascensore Ventaglieri
L'ascensore Ventaglieri è un sistema di trasporto verticale di Napoli, si tratta di un ascensore e 10 scale mobili che collegano il parco dei Ventaglieri nella zona della Pignasecca nel quartiere Montecalvario a via Avellino a Tarsia sita nel quartiere Avvocata, nelle adiacenze di via Salvator Rosa e la parte più alta del corso Vittorio Emanuele.

## Dati tecnici
- Cabine: 2
- Portata: 15 persone
- Portata persone: 850 kg
- Velocità: n.a.
- Fermate: 2 (Vico Lepre ai Ventaglieri - via Avellino a Tarsia)

## Orari di servizio
- Giorni feriali: dalle 7:00 alle 21:30
- Giorni festivi: dalle 8:00 alle 14:30